# アルバート・ドローネー

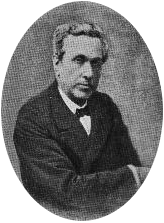
アルバート・ドローネー

アルバート・ドローネー（フランス語: Albert Delaunay、1828年5月4日 - 1892年7月23日）は、フランスの速記法の発案者。
フランス語の速記法の一つであるドロネ式を発案した。

## 経歴
1828年5月4日フランス・パリに生まれた。プレヴォストの作品に取り組み、大幅に手直しした。彼は、その本質的なルールを守ろうとし、最も科学的なフランスのシステムを作ることに成功した。ドロネーは、タコグラフィーであり、元老院の修正者であり、Association de Sténographie Unitaireの会長であった。1878年、共同研究者たちは、彼らの口頭でのレッスンとそれに続く一連の練習問題をもとにした「Cours de sténographie（Méthode Prévost-Delaunay）」を出版しました。ドロネ式では、5本の単純な直線、5本の小さなループ付きの単純な直線、3本のフック付きの直線、2つの音節を一緒に示す2本の二重の直線、6本の大きなループ付きの直線、4つの最初のループ付きの半円を使用しています。近道として、符号の補強、重ね合わせ、非互換性を加えている。母音は、ドットとダッシュで区切られた短冊で表現される。この方法には25の基本ルールがある。
1892年7月23日、フランス・イヴリーヌ県のレズーにて64歳で死去した。

## 関連リンク
- Square Prévost-Delaunay à Schaerbeek (Bruxelles)